# Palacio del Conde de Coruña
El palacio del Conde de Coruña es un palacete situado en el centro de Guadalajara (España). Se integra en un conjunto de arquitectura civil característica de la Guadalajara del Renacimiento. Perteneció a los condes de Coruña y se emplaza en el frente norte de la plaza del Jardinillo, junto a la iglesia de San Nicolás y frente al edificio del antiguo Banco de España.
En él hoy se ubican varias viviendas y locales comerciales en los bajos del edificio.

## Historia

### Origen
Cuándo los condes de Coruña decidieron establecer o construir las casas de su mayorazgo en el centro de Guadalajara es aún un interrogante sin respuesta; aunque posiblemente los responsables de su construcción pudieron ser Lorenzo Suárez de Mendoza, cuarto conde de Coruña, y su esposa Catalina de la Cerda, hija del duque de Medinaceli.
Pero, durante los últimos trabajos de restauración realizados en un artesonado del primer piso de la crujía de la fachada principal, se ha podido establecer que los escudos con las armas de los Mendoza que adornan sus tabiques están repintados sobre otros anteriores que, alternativamente, representan: uno, una torre flanqueada por dos flores de lis sobre campo de azur, y otro, dos pájaros enfrentados sobre campo de gules. Quizás este repinte fuera realizado en tiempos de Lorenzo Suárez de Mendoza, primogénito del segundo conde de Coruña, quien contrajo matrimonio con María de Toledo y Luna, hija del conde Luna; de ahí, la presencia de sus armas: un menguante jaquelado en campo de plata. Este matrimonio acabó sin descendencia, asumiendo el mayorazgo su hermano Alonso Suárez de Mendoza, tercer conde de Coruña.
Con ello, la construcción del palacio renacentista de la plaza del Jardinillo corresponde a las primeras décadas del siglo XVI y puede estar asociada a las empresas de otros linajes de Guadalajara. Tal vez a los Campuzano, cuyas armas aparecen también en el palacio. Quedaría por determinar a qué noble familia corresponde otro escudo que hay con dos aves.
La intervención de ornamentación heráldica en honor del matrimonio entre Lorenzo Suárez de Mendoza y María de Toledo y Luna permite suponer que fuera Bernardino Suárez de Mendoza, segundo conde de Coruña, el promotor de la obra. En este sentido, hay que tener en cuenta los escudos de la cenefa ornamental del que fuera salón principal del palacio, hoy comedor del restaurante. Aquí, con ciertas licencias, se exhiben las armas de la familia Mendoza y Borbón correspondientes Bernardino Suárez de Mendoza y las de su esposa María Manrique Zúñiga y Sotomayor.

### Colegio y fábrica de paños
A mediados del siglo XVII el palacio pasó a ser sede del colegio de la Santísima Trinidad bajo la dirección de los padres Jesuitas. Hacia 1647 se debieron hacer algunas reformas para adaptar las dependencias palatinas a su nuevo uso. Estas intervenciones afectaron especialmente a la crujía medianera con el solar sobre el que se levantó la iglesia de San Nicolás, pues en el pasillo inmediato a la sacristía se prolonga el techo plateresco que cubre el salón de la crujía del jardín. En octubre de 1653, el provincial de la Compañía de Jesús y el Concejo de Guadalajara firmaron un acuerdo por el que esa congregación se hacía cargo de la gerencia del colegio de Gramática de la ciudad.
En 1787, después de la expulsión de los jesuitas, y hasta 1797, las dependencias colegiales acogieron también los telares y maquinaria del británico Samuel Bird, quien mantuvo activa en este lugar una sección dependiente de la Real Fábrica de Paños de Guadalajara para la confección de tejidos finos, cachemiras y telas.
Después de la clausura de la fábrica y del cierre del colegio municipal, la Hacienda enajenó el antiguo palacio del Conde de Coruña dando comienzo un nuevo periplo como edificio de viviendas y locales comerciales.

## Descripción
El segundo conde de Coruña adquirió las casas principales de la familia Campuzano para transformarlas y adaptarlas a sus necesidades. De aquellas mantendría la crujía de la fachada principal, ocultando en los artesonados las armas de sus antecesores con las de su hijo y nuera, y construiría de nueva planta el resto del edificio en torno a un gran patio central siguiendo el estilo renacentista.
Esta propuesta se afianza además en la planta del palacio, concretamente en las líneas divergentes que dibujan las galerías del patio regular y las de la crujía de la fachada principal. Esta anomalía genera un espacio intermedio de conexión, en forma de cuña, en el que difícilmente se pueden encajar las dependencias y que es imposible entender como partes de una unidad constructiva de nueva planta.
En cualquier caso, el caserón resultante sigue el modelo de palacio establecido en el palacio de Antonio de Mendoza:
- Ingreso por la fachada principal, a través de una puerta desplazada del eje de la cortina y realzada por obra de sillería.
- Existencia de una estancia de recepción que intermedia entre la puerta de acceso y el patio interior.
- Consideración del patio central como el elemento más importante de la propuesta arquitectónica. Primero, por ser distribuidor para todas las dependencias existentes en las cuatro crujías que lo definen y, segundo, por el tratamiento estético con que se ejecuta.

No se conserva la escalera de comunicación entre plantas, otro de los elementos característicos y simbólicos de los palacios renacentistas. La que hoy está en uso se desarrolló en un tramo de la galería, entre el zaguán y el patio, a unos metros del emplazamiento original.
El maestro de obras que trazó el patio alteró su diseño para conferirle un carácter más esbelto, matizando así el modelo vazqueño. Para ello, otorgó una mayor altura a las columnas, aumentó la distancia entre ellas y en las esquinas simplificó los soportes dobles en uno solo de la misma sección que el resto de los pilares.
Las libertades de factura también se evidencian en el diseño de los soportes: fustes, capiteles y zapatas. Así, las columnas se presentan en orden toscano; los capiteles, con tambor liso y sin las típicas hojas de roble, y las zapatas, con florón y decoración vegetal exuberante que se reitera en la doble cornisa de canecillos que vuelan sobre el arquitrabe.
En la fachada principal se aloja la portada manierista con sillares almohadillados de orden rústico y traza serliana, luego imitados en el acceso al restaurante aquí existente, privada de su remate heráldico. En el resto del alzado se disponen balcones con antepechos de hierro, quizás manteniendo la composición original del siglo XVI, y se despliega una sutil decoración historicista de principios del siglo XX que disimula el piso que se aumentó sobre la estructura original.
Otra de las características de los palacios de Guadalajara es el extremado cuidado con que se abordaba el programa decorativo de sus dependencias, aplicando sobre sus paredes zócalos de vistosos azulejos y cenefas de yesería mudéjares. Y, en las techumbres, dejando a la vista las carreras de los forjados, o desplegando alfarjes ornamentales. El palacio de Coruña es otro buen ejemplo, junto al palacio de Dávalos, para entender la importancia que tuvieron estos elementos, pues aún mantiene parte de los artesonados de madera que cubrieron sus salones.
Destacan, en la crujía del jardín, el alfarje con decoración policroma de grutescos que cubría la que fue la principal sala protocolaria utilizada por los Suárez de Mendoza. Y en la de la fachada principal, los descubiertos en la planta baja y primera, una muestra de cómo era la pintura decorativa del siglo XVI en los palacios guadalajareños. Aquí, también se ha restaurado otro pequeño artesonado de tracería mudéjar con plafones de estrellas de doce puntas.
En suma, el edificio actual conserva, en su mayor parte, la estructura y elementos arquitectónicos del que fuera palacio de los Condes de Coruña.